# Чередарик Микола Тодорович
Чередарик Микола Тодорович (17.04.1913—10.03.1994) — літературознавець, історик і педагог. Доктор історичних наук.

## З біографії
Народився в с. Оршівці (нині село Кіцманського району Чернівецької обл.). Після закінчення Кіцманської гімназії навчався на юридичному факультеті Чернівецького університету (закінчив 1935), де був активним учасником товариства «Січ», згодом — у Німеччині, а після Другої світової війни — на історичному факультеті Ясського університету. Із 1940 працював викладачем у середніх навчальних закладах Румунії, у тому числі із 1943 до пенсії — професором українського відділу в Сучавському ліцеї ім. Штефана Великого. Під час роботи засновував самодіяльні драматичні гуртки. Ч. опублікував німецькою поезії Ю.Федьковича «Наш Черемош» і «Сучава» та науковий коментар до них у часописі "Neue Literatur " (Бухарест; 1989, № 9). Досліджував українсько-румунські історичні та культурні взаємини. Автор численних праць із регіональної історії та філології українською, румунською та німецькою мовами (значною мірою на сторінках часописів «Обрії»
та «Neue Literatur»; Бухарест): «Доповнення біографії О.Кобилянської» (1963), «Зауваження до „Пісні про Штефана-воєводу“»
(1964), «Лук'ян Кобилиця в румунській мемуаристиці» (1965), «Маловідоме перевидання „Слов'янської граматики“ Мелетія Смотрицького і передмова до неї Антіна Івірянула», «Історія залізниць на Буковині», «Гуцулка — танець, мелодія та пісня в записах сучасників» (усі — 1981), «Елегія Йоганна Зоммера про Дмитрія Вишневецького-Байду» (1982), «Маловідомі біографічні дані про Ольгу Кобилянську та її рідних» (1983), «Українська пісня про Михая Хороброго» (1984), «Микола Устиянович (1811—1885)» (1985), «Маловідоме перевидання „Слов'янської граматики“ М.Смотрицького» (1989), «М.Емінеску про арешт І.Франка у Львові і Чернівцях 1880 p.»
(1989), «Маловідомий документ про пастухування русинів-гуцулів у 18 ст.» (1992), «Киянка Євдокія — перша дружина Штефана Великого» (1992), «Бої поблизу Боян на Буковині» («Буковинський журнал», 1993, № 2).
Помер у с. Оршівці.